# Ralevo
Ralevo (bulgariska: Ралево) är ett distrikt i Bulgarien.   Det ligger i kommunen Obsjtina Pleven och regionen Pleven, i den centrala delen av landet, 120 km nordost om huvudstaden Sofia.
Trakten runt Ralevo består till största delen av jordbruksmark. Runt Ralevo är det ganska tätbefolkat, med 93 invånare per kvadratkilometer.